# مديرية السدة

تعديل مصدري - تعديل

مديرية السدة إحدى مديريات محافظة إب في وسط اليمن. بلغ عدد سكانها 82502 نسمة عام 2004.وكما انها تتبع مخلاف خبان ومن مشائخ خبان في القرن التاسع عشر والعشرون والواحد والعشرون مثل الشيخ محسن علي احمد صلاح ومن ثم بعده ابنه الشيخ محسن بن محسن احمدصلاح والشيخ عبدالواحد محمد صلاح والشيخ ناجي يحيى عباد والشيخ صلاح المقبلي واحمد صلاح المقبلي وغيرهم من بيت المرادي والفرح ومن علمائهاوفقهاء علي الحجري وعبدالله الحجري ومحمد الحجري و قاسم الشامي واحمد الشامي وبيت عبدالمغني والذاري وغيرهم

## الموقع
تقع شمال شرق مدينة إب على بعد حوالي 37 كيلومترًا تقريبا. تحيط بها من الشمال مديرية ويريم ومن الشرق مديرية الرضمة ومن الجنوب مديرية النادرة ومن الغرب مديريات الشعر وبعدان والمخادر، ومن أهم مدنها مدينة ظفارالسدة يريم  التاريخية المندثرة. ومدينة السدة هي مركز المديرية يتبعها وادي عصام وجبال الحبالي وجبل العرافة وجبل عفار ووادي حجاج ووادي الأعماس والمرخام وبني الحارث وبني العثماني. يعتبر وادي بنا من أشهر أودية اليمن لكثرة الغيول فيه ولخصوبة تربته ولما يكونه من شلالات في مساره، وتحاذي الوادي مجموعة من القرى والجبال تشكل صورة جمالية مميزة للمديرية.

## التقسيم الاداري
تقسم مديرية السدة الى 13 عزلة منها :
● عزلة الأعماس
● عزلة المرخام
● عزلة التويتي
● عزلة الزعلاء
● عزلة جبل عصام
● عزلة وادي عصام
● عزلة العرافة
● عزلة بني الحارث
● عزلة بني العثمانيين
● عزلة جبل الجبالي
● عزلة وادي الحبالي
● عزلة جبل حجاج
● عزلة وادي حجاج

## التاريخ
ومن أهم المواقع والمعالم الأثرية والتاريخية والسياحية في مديرية السَدّة هي:

### مدينة ظفار الملك - ظفار يَرِيْم
توجد العديد من المواضع في اليمن التي كان يطلق عليها اسم ظفار منها: (ظفار ذيبين - ظفار عُمان - ظفار يَرِيْم) وكانت ظفار يَرِيْم هي الأكثر شهرة فهي المدينة التي حلت محل مدينة مأرب عاصمة مملكة سبأ، فأصبحت مدينة ظفار يَرِيْم عاصمة الدولة الحميرية التي حكمت اليمن مركزيًا ما يقارب (640 عامًا)، خلال الفترة ((115 قبل الميلاد) - (525 ميلادية))، وكانت إحدى محطات الطريق القديم للقوافل التجارية قبل الإسلام وطريق قوافل الحجيج بعد الإسلام، والذي كان يبدأ من مدينة عدن مرورًا بالعاصمة ظفار ثم صنعاء وعبر الهضبة حتى مكة ثم يثرب فبلاد الشام وأشتهر بدرب «أسعد»، وكانت ظفار مقرًا للملك الحميري التبع اليماني «أبو كرب أسعد» المشهور «بأسعد الكامل» وكان بها قصره المشهور بقصر ريدان، وهو قصر عظيم وكذلك كانت مدينة ظفار مدينة عظيمة، ولم يبق من القصر والمدينة إلّا بضعة أمتار من الأسوار وبعض الأطلال والمعالم المنحوتة في الجبل الذي تقع المدينة على سفحه، ومن أهم معالمها كهف عود الذهب الذي ما زال وضعه جيدًا ونفق سوق الليل وهو نفق سري منحوت نحتًا في الجبل يربط بين واجهتي الجبل ولكنه حاليًا مدفون.

### متحف ظفار
وهو عبارة عن مبنى متواضع عند مدخل قرية ظفار الحالية ويضم تشكيلة قيمة من الآثار التي عثر عليها الأهالي خلال السنوات الأخيرة، جمعت تلك اللقي الأثرية من خلال مبادرات ذاتية للأهالي، فقاموا بوضعها في هذا المتحف المتواضع، حتى يتسنى للزوار مشاهدة الحضارة التي كانت تتمتع بها أرض يحصب.

### بيت الأشول
تقع جنوب شرق مدينة ظفار الحالية على بعد (بضعة كيلومترات)، وهي قرية عادية إلاَّ أنها بنيت بأحجار جُلبت من أطلال مدينة ظفار التاريخية، دوَّرها شامخة البنيان، توجد على واجهاتها الكثير من النقوش المسندية والرسوم المنحوتة، والتي جعلت من قرية بيت الأشول متحفًا مفتوحًا يعرض بعضًا من آثار مدينة ظفار التاريخية، فأصبحت قرية بيت الأشول الشاهد الوحيد على جلال وعظمة مدينة ظفار التاريخية وقصر ريدان، وقد نُقلت أحجار تلك المنازل قبل أكثر من (200 عامًا)، مما جعل عمر بعض تلك المنازل يتجاوز المأتيين عام.

### المقابر الصخرية
توجد المقابر الصخرية في واجهات الجبل من الناحية الغربية التي يمكن الوصول إليها عبر قرية ظفار الحالية وهي عبارة عن غرف واسعة متصلة ببعضها في باطن الجبل بواسطة مداخل - فتحات - وفي كل غرفة منها مصطبة لحفظ أجساد الموتى.

### السدود القديمة
يذكر التاريخ أنه كان في البقعة الخضراء من أرض يحصب ثمانون سدًا، معظمها كان منحوتًا في أصل الجبال، إلاَّ أن بعض تلك السدود قد تحولت إلى مدرجات زراعية، ويعود بنائها إلى عصر الدولة الحميرية.

### حصن عرافة
توجد في مديرية السَدّة عدد من الحصون القديمة منها: حصن العرافة ويضم قصرًا مهدمًا ومقبرة صخرية منحوتة داخل الجبل.

### صهاريج المياه
توجد العديد من صهاريج المياه المحفورة في الصخور تم بناؤها في عصر الدولة الحميرية، منها ما هو على جبل مجاح ومنها يقع بالقرب من الطريق المؤدي إلى بيت الأشول عند مستوى حاجز أحد السدود القديمة الواقع عند رأس الوادي، والذي يبدأ من سفح 
جبل ظفار من الجهة الشرقية.

### قرية وجبل خُوال
اسم من الجذر خول وفي المعاجم اللغوية جاء اللفظ الخولي بمعنى الرجل المشرف على الاراضي الزراعية ولم يعد يستخدم هذا اللفظ القديم الا في منطقة خبان وتاتي بنفس المعنى ففي خبان جبل خوال وسمي بذلك لانه مشرف ومطل على وادي بنا ومدرجاته الزراعية وهو دليل على ان منطقة خبان لا تزال تستخدم اللفاظ حميرية بعكس باقي البلدان ويعد جبل خوال حصن حصين لقرية علاية والسور وذي بقط والمحانيظ باعتباره من الجبال الشاهقة بارتفاعها وخوال مقابل لجبل شخب عمار من الناحية الشرقية كما تقع على سفح جبل خوار قرى حيث نجد في باطنة من الناحية الشرقة قرية مقولة والجمري والنبيجة ومن الناحية الشمالية الشرقة لاسفل الجبل تقع قرية التويتي وتراحب وذي عسال والجرجرة وعمام ومن الناحية الجنوبية للجبل وفي اسفله تقع قرية المقالح(الحاير: أنور محمد يحيى، تاربخ خبان وعمار، ٨٩).
ذات منظر طبيعي جميل وبجوار القرية تله تطل على مدينة السَدّة ووادي بنا صالحة لإقامة متنزه سياحي غرب مدينة السَدّة.

### وادي بنا وشلالاته
يعتبر من أهم مواقع المناظر الطبيعية الخلابة تتساقط مياه شلالاته من على ارتفاعات شاهقة وتنتشر مدرجاته الزراعية على ضفتي الوادي، الذي يتلوى داخل مساحتها الخضراء راسمًا لوحة فنية بديعة، إضافة إلى ما يتمتع به من خصائص ومغريات طبيعية وآثارية وتاريخية وثقافية تجعله صالحًا بأن يكون منتجعًا سياحيًا غاية في الجمال.

### قرى المديرية
من أشهر قبيل وادي بناء وتحيط بجميع سيول السدة وقريته. 
قرى الجرين والصول وبيت اللبود هي من مخلاف الشعر وتسكنها قبيلة بني الفهد وتتميز بالمناظر الخلابة والشلالات المتساقطة من اعالي الجبال ويمر منها سيل الشعر الذي يلتقي مع وادي بنا بالقرب من مدينة السدة.
قرية بيت الدبيلي وهي من مخلاف الشعر يتواجد فيها الكثير من القطع الأثرية والحصون ومن أشهر المناطق فيها سعدان، وتوجد في المديرية معالم أثرية متناثرة في كل أرجائها ومنها مدينة ظفار التاريخية.
و من أسماء القرى في المنطقة
(بيت عباد، بيت نصاري، هجاره، المقربة، ذا الجرف، الضيق، الحقلين، بيت حلبوب، بيت معزب، المعبر، العرافة، ذي حريم، عمام، مدار، ذي سعيد، ذي قودان، الجرف، أشمح، المقالح، مقولة، مصنعة، ذي عسال، المنازل، براقش، كوبة، الجمري، ثعلان، الواطية، بيت اللهبي، النوبيجة، منزل جبير، الجنح، بيت الغزير، الجلوب، ذي عادد، نمران، بيت اللبود، بيت الدبيلي، خوال، المذابب، بيت علاية، قرية النصاب، الأغبري، بلد مسلم، الصول، بيت البناء، الجرين، المصابيح، كحلان، الرباط، العروم، حفاف، قذام، السر، شيعان، الخرابة، صرواح، الخليل، الضمادي، ذي عملان، ذي الحباشي، منزل غراب، السمة، الريامي، بيت الدكيني، بيت الماس، جرف المولد، بيت الأشول، المنزل، دارسعيد، ذي بقط، بيت الفائق، الاحواد).